# واکنش آبدرهالدن
واکنش آبدرهالدن (انگلیسی: Abderhalden reaction) یک نوع آزمایش خون است که در دوران بارداری انجام می‌شد. این آزمایش که توسط امیل آبدرهالدن ابداع شد، امروزه منسوخ شده و دیگر انجام نمی‌شود.
در سال ۱۹۰۹ امیل آبدرهالدن دریافت که طی فرایند تشخیص پروتئین‌های بیگانه، بدن انسان یک «تخمیر تدافعی» (در علم امروز: واکنش پروتئاز) انجام می دهد که منجر به تخریب اینگونه پروتئین‌های خارجی می‌شود. او در سال ۱۹۱۲ واکنش آبدرهالدن را ابداع نمود. از آن پس، پژوهش‌ها و بررسی‌های فراوانی در تأیید یا رد این آزمایش خونی انجام شده‌است و چون در مجموع، این آزمایش را غیرقابل‌اعتماد یافتند، آن را کنار گذاشته و در سال ۱۹۲۸ میلادی آزمایش آشهایم-زوندک را جایگزین آن کردند.